# Michael Tucker (attore)
Michael Tucker (Baltimora, 6 febbraio 1945) è un attore statunitense noto per il ruolo di Stuart Markowitz nella serie L.A. Law - Avvocati a Los Angeles.

## Carriera
Tucker è nato a Baltimora, nel Maryland, e si è laureato alla Baltimore City College High School di Baltimora e in seguito all'Università Carnegie Mellon a Pittsburgh, in Pennsylvania. Lì fece amicizia con Steven Bochco, che in seguito divenne produttore esecutivo della serie Avvocati a Los Angeles della NBC.
I primi ruoli da attore di Tucker sul grande schermo includono film diretti da Lina Wertmüller, Woody Allen e Barry Levinson.
Tucker ha recitato nella serie Avvocati a Los Angeles nel ruolo di Stuart Markowitz insieme a sua moglie, Jill Eikenberry, che interpretava il personaggio di Ann Kelsey. 
Tucker e sua moglie sono entrambi attivi nella raccolta fondi per la ricerca e il trattamento del cancro al seno.

## Filmografia parziale

### Cinema
- La fine del mondo nel nostro solito letto in una notte piena di pioggia, regia di Lina Wertmüller (1978)
- Una donna tutta sola (An Unmarried Woman), regia di Paul Mazursky (1978)
- Occhi di Laura Mars (Eyes of Laura Mars), regia di Irvin Kershner (1978)
- A cena con gli amici (Diner), regia di Barry Levinson (1982)
- La rosa purpurea del Cairo (The Purple Rose of Cairo), regia di Woody Allen (1985)
- Radio Days, regia di Woody Allen (1987)
- Tin Men - 2 imbroglioni con signora (Tin Men), regia di Barry Levinson (1987)
- Amore con interessi (For Love or Money), regia di Barry Sonnenfeld (1993)
- Piccoli grandi eroi (D2: The Mighty Ducks), regia di Sam Weisman (1994)
- Solo se il destino ('Til There Was You), regia di Scott Winant (1997)

### Televisione
- Hill Street giorno e notte (Hill Street Blues) – serie TV, 3 episodi (1981-1984)
- L.A. Law - Avvocati a Los Angeles (L.A. Law) – serie TV, 171 episodi (1986-1994)
- The Tracey Ullman Show – serie TV, un episodio (1989)
- Vite dannate (Too Young to Die?), regia di Robert Markowitz – film TV (1990)
- Growing Up Brady, regia di Richard A. Colla – film TV (2000)
- Law & Order - I due volti della giustizia (Law & Order) – serie TV, 3 episodi (2005-2010)
- East New York – serie TV, un episodio (2023)

## Doppiatori italiani
Nelle versioni in italiano delle opere in cui ha recitato, Michael Tucker è stato doppiato da:
- Dante Biagioni in La rosa purpurea del Cairo
- Vittorio Battarra in L.A. Law - Avvocati a Los Angeles
- Oreste Rizzini in Radio Days
- Gil Baroni in Tin Men - 2 imbroglioni con signora
- Cesare Barbetti in Alfred Hitchcock presenta
- Sandro Sardone in Amore con interessi
- Michele Gammino in Piccoli grandi eroi
- Gianni Bonagura in Alibi
- Bruno Alessandro in Solo se il destino